# キャティサック・セーナームアン
キャティサック・セーナームアン（Kiatisuk Senamuang、เกียรติศักดิ์ เสนาเมือง、1973年8月11日 - ）は、タイ出身の元サッカー選手、現サッカー指導者。元タイ代表。愛称はジーコ。

## 略歴
コンケーン県の学校でサッカーを始め、10代の頃にクルン・タイ・バンクのサッカークラブに所属、タイのジュニアユース代表、ユース代表に選出される。クルン・タイ・バンクの選手としてタイの1部リーグでプレーしながら、同時にトゥラキットバンディット大学へ進学し大学リーグにも出場していた。1993年ワールドカップアメリカ大会の1次予選で初のA代表入り。1995年にはタイの1部リーグ、ラジャプラチャに移籍。このころ大卒資格をいかしタイ王国警察少尉の任官試験に合格して警察官の資格を手にするが、制服姿でタイの専門誌『フットボールサイアム』の表紙を飾っただけで勤務実態はない。その後はチュラーロンコーン大学の大学院にも籍を置いたため、タイで最も歴史のあるサッカーの大会「チュラーロンコーン大学＝タマサート大学対抗戦」にはチュラーロンコーン大学OB選手としてもプレーした。学業を終えてからはプロサッカー選手となった（当時タイのサッカーリーグは完全にはプロ化されていなかったが、トップレベルの選手はフルタイムのプロが多かった）。
その後はマレーシアのプルリスを経て、2000年にイングランドのハダーズフィールド・タウンに移籍。ここでは活躍できず寂しいシーズンを送ったが、シンガポールのシンガポール・アームド・フォースでは20試合に出場して15得点を挙げる活躍をみせた。
2002年3月にベトナム2部のホアンアイン・ザライFCに移籍。1部リーグ昇格に貢献し、さらに昇格初年から2連覇（2003年、2004年）を達成。選手兼アシスタントコーチを経て、選手兼監督を務めた。
2007年10月3日、バンコクの国立競技場スパチャラサイスタジアムにおけるタイ代表対UAE代表の親善試合を最後に現役を引退した。
2008年よりタイ・プレミアリーグでチョンブリFCのヘッドコーチをつとめた。
2013年にU-23タイ代表の監督に就任すると、アジア競技大会で4位の好成績を収めた実績を買われ、2014年からタイ代表の監督も兼任した。2014 AFFスズキカップでは決勝でマレーシアを破り、優勝した。2018 FIFAワールドカップ・アジア2次予選はグループFを首位通過し、3次予選に駒を進めた。2016 AFFスズキカップも優勝し、連覇を果たした。2017年3月28日に埼玉スタジアム2002で開催された2018 FIFAワールドカップ・アジア3次予選の日本代表戦で0-4の大敗を喫し、3月31日に監督を辞任した。

## 代表歴
- タイ代表 1993-2007
  - 代表通算：134試合出場[1] 71得点
  - AFCアジアカップ1996
  - AFCアジアカップ2007